# La Carneille
La Carneille est une ancienne commune française, située dans le département de l'Orne en région Normandie, devenue le 1er janvier 2016 une commune déléguée au sein de la commune nouvelle d'Athis-Val de Rouvre.

## Géographie

### Localisation
La Carneille est un village normand de l'Orne situé à 10 km à vol d'oiseau au nord-est de Flers, 22 km au sud-ouest de Falaise, 31 km à l'ouest d'Argentan et 53 km au nord de Mayenne

### Communes limitrophes
Les communes limitrophes sont Durcet, Landigou, Notre-Dame-du-Rocher, Ronfeugerai, Sainte-Honorine-la-Guillaume, Taillebois et Les Tourailles.

### Géologie et relief
La superficie de la commune avant la fusion de 2016 était de 15,91 km2 ; son altitude varie de 135  à   262 mètres. 

### Hydrographie

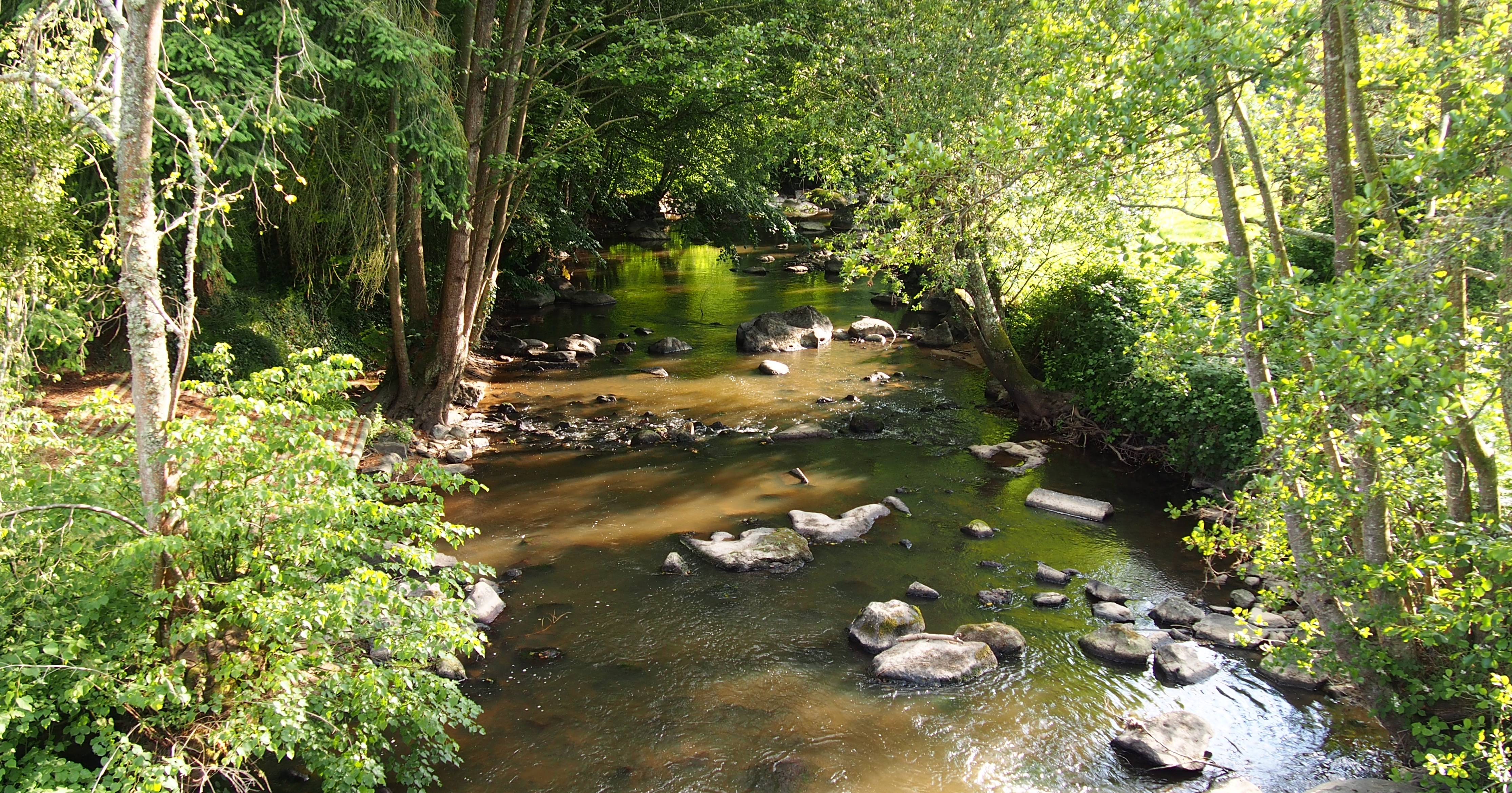
La Rouvre en limite avec Notre-Dame-du-Rocher.

La commune est arrosée par la Gine, la Rouvre, les ruisseaux du Méheudin, de la Ferronnière et des Hayes.

## Toponymie
Le nom de la localité est attesté sous les formes du normand méridional Lachernilla 1093 (latinisée), Chernelle 1096.
La forme actuelle avec [c] dur est propre au normand septentrional au nord de la ligne Joret, il s'agit d'un équivalent du français charmille.

## Histoire
Le 1er janvier 2016, La Carneille intègre avec sept autres communes la commune d'Athis-Val de Rouvre créée sous le régime juridique des communes nouvelles instauré par la loi no 2010-1563 du 16 décembre 2010 de réforme des collectivités territoriales. Les communes d'Athis-de-l’Orne, Bréel, La Carneille, Notre-Dame-du-Rocher, Ronfeugerai, Ségrie-Fontaine, Taillebois et Les Tourailles deviennent des communes déléguées et Athis-de-l’Orne est le chef-lieu de la commune nouvelle.

## Politique et administration

### Rattachements administratifs et électoraux
Avant la fusion de 2016, La Carneille était une commune  située depuis 1926 dans l'arrondissement d'Argentan du département de l'Orne.  
Après avoir été fugacement chef-lieu de canton en 1793, elle faisait partie depuis 1801 du canton d'Athis-de-l'Orne. Dans le cadre du redécoupage cantonal de 2014 en France, cette circonscription administrative territoriale a disparu, et le canton n'est plus qu'une circonscription électorale.

### Intercommunalité
La Carneille était membre de la communauté de communes du Bocage d'Athis, un établissement public de coopération intercommunale (EPCI) à fiscalité propre créé fin 1993 et auquel la commune avait transféré un certain nombre de ses compétences, dans les conditions déterminées par le code général des collectivités territoriales.
Depuis 2016, c'est la commune nouvelle d'Athis-Val de Rouvre qui est membre d'une intercommunalité.

### Liste des maires
| Période                                  | Période       | Identité                                   | Étiquette | Qualité |
| ---------------------------------------- | ------------- | ------------------------------------------ | --------- | --- |
| Les données manquantes sont à compléter. |               |                                            |           | |
|                                          |               |                                            |           | |
| 1791                                     |               | Charles Ambroise Bertrand de La Hosdinière | Girondin  | Conseiller assesseur puis de conseiller procureur du roi au bailliage et vicomté de Falaise Député de l'Orne (1792 → 1993) Commissaire du directoire dans le Calvados Membre du Conseil des Cinq-Cents (1798 → 1799) |
|                                          |               |                                            |           | |
| 1955                                     | 1983          | Guy Mongodin                               |           | Horloger |
|                                          |               |                                            |           | |
| avant 1995                               | juin 1995     | Jean-Louis Durand                          |           | |
| juin 1995                                | mars 2014     | M. Dominique Rousseau                      | SE        | Directeur de maison d'enfants |
| mars 2014                                | décembre 2015 | M. Claude Salliot                          | SE        | Cadre d’une entreprise publique à Flers Maire de Montsecret (1989 → 2014) |

| Période      | Période                   | Identité              | Étiquette | Qualité                                          |
| ------------ | ------------------------- | --------------------- | --------- | ------------------------------------------------ |
| janvier 2016 | 2020                      | M. Claude Salliot     | SE        | Cadre retraité d’une entreprise publique à Flers |
| 2020         | En cours (au 3 juin 2025) | M. Dominique Le Treut |           |                                                  |

## Population et sociaté

### Démographie
En 2021, la commune comptait 582 habitants. Depuis 2004, les enquêtes de recensement dans les communes de moins de 10 000 habitants ont lieu tous les cinq ans (en 2008, 2013, 2018, etc. pour La Carneille) et les chiffres de population municipale légale des autres années sont des estimations.
| 1793  | 1800  | 1806  | 1821  | 1831  | 1836  | 1841  | 1846  | 1851  |
| ----- | ----- | ----- | ----- | ----- | ----- | ----- | ----- | ----- |
| 1 379 | 1 438 | 1 517 | 1 387 | 1 501 | 1 546 | 1 602 | 1 618 | 1 665 |

| 1856  | 1861  | 1866  | 1872  | 1876  | 1881  | 1886  | 1891  | 1896  |
| ----- | ----- | ----- | ----- | ----- | ----- | ----- | ----- | ----- |
| 1 644 | 1 678 | 1 604 | 1 514 | 1 426 | 1 306 | 1 226 | 1 109 | 1 000 |

| 1901 | 1906 | 1911 | 1921 | 1926 | 1931 | 1936 | 1946 | 1954 |
| ---- | ---- | ---- | ---- | ---- | ---- | ---- | ---- | ---- |
| 910  | 848  | 802  | 683  | 675  | 626  | 669  | 702  | 688  |

| 1962 | 1968 | 1975 | 1982 | 1990 | 1999 | 2008 | 2013 | 2018 |
| ---- | ---- | ---- | ---- | ---- | ---- | ---- | ---- | ---- |
| 615  | 570  | 520  | 530  | 480  | 485  | 571  | 569  | 587  |

| 2019 | - | - | - | - | - | - | - | - |
| ---- | - | - | - | - | - | - | - | - |
| 584  | - | - | - | - | - | - | - | - |

### Manifestations culturelles et festivités
Chaque année, les journées des artistes ont lieu à La Carneille. Ces journées permettent aux artistes du village et des alentours de présenter leurs travaux pendant les beaux jours.

## Culture mocale et patrimoine

### Lieux et monuments

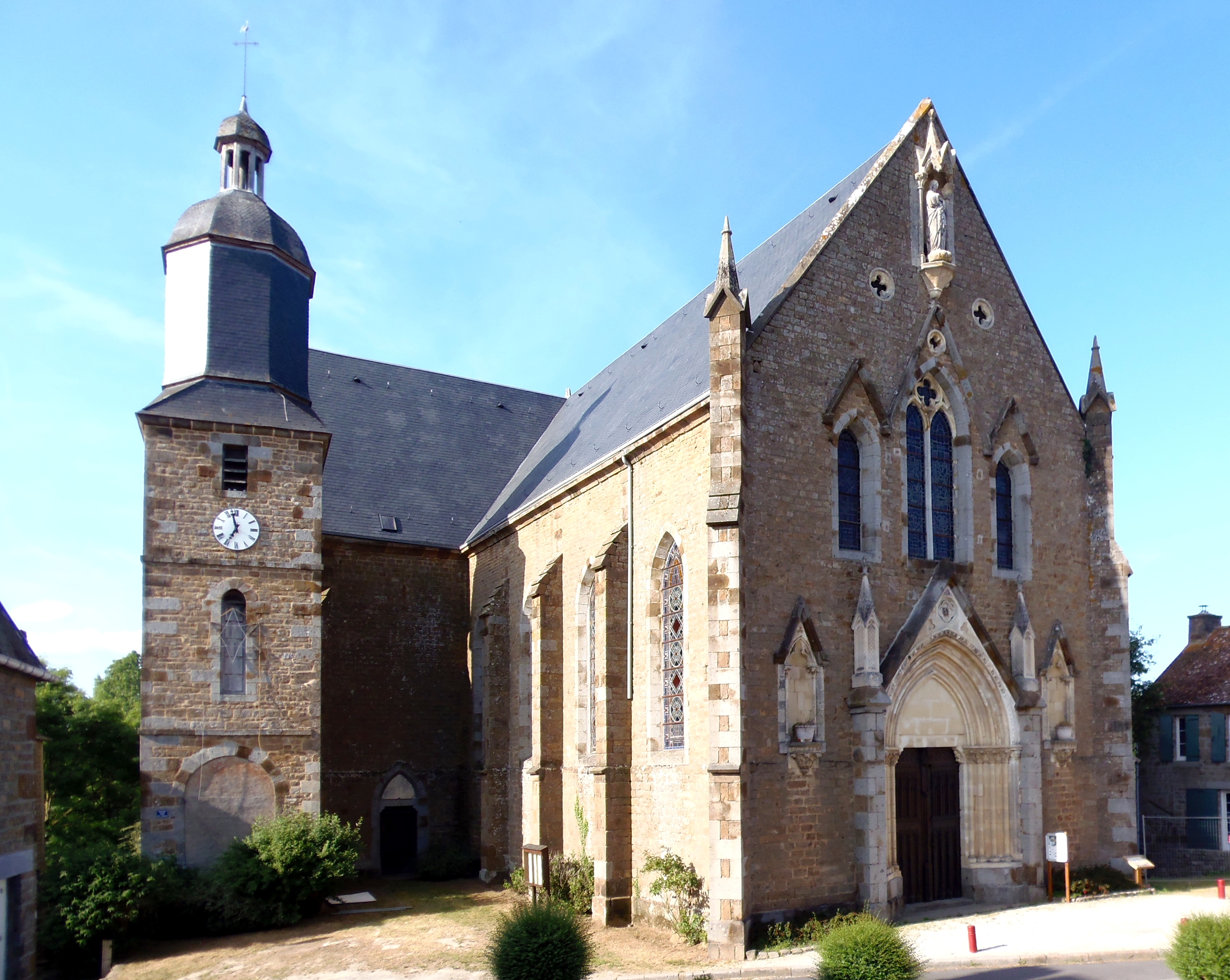
L'église Saint-Pierre-et-Saint Paul.

La commune compte plusieurs édifices référencés Monuments historiques ; 
- Croix de pierre  Inscrite MH (1942)[14],  chemin de Pointardière ; route de Flers, du XVe ou du XVIe siècle ;

- Logis du Hamel Saint-Étienne  Inscrit MH (1999)[15]du XVe siècle, au lieu-dit Le Hamel.

On peut également signaler : 
- Église Saint-Pierre-et-Saint Paul,  rue du Campanile, construite en 1856-1858 sous la conduite de l'abbé Guesdon, curé du lieu, à côté de la tour-clocher du XVIIe siècle. Les vitraux, du XXe siècle, sont de Louis Barillet et de Jean Chaudeurge[16].
- Château des Hayes du XIXe siècle.
- Manoir du Hamel du XVe siècle.
- Château du Bois André du XVIIe siècle.
- Maisons anciennes.
- Halle du XIXe siècle.
- Ancien moulin.
- Chapelle Notre-Dame de la Blocherie, de style néogothique, édifiée après 1829 puisqu'elle ne figure pas sur le plan cadastral de cette époque[17]
- Un menhir aux Hayes et le menhir de la croix carrée, avec deux croix incrustées, à la Pointardière.
- Ancienne usine de teinturerie sur la Gigne, construite vers 1840 par Jacques Deshayes, teinturier et agrandie en 1881 d'un moulin à indigo par Paul Deshayes. Elle cesse son activité après 1925[18]

## Pour approfondir